# 21 nuits avec Pattie
21 nuits avec Pattie je francouzský hraný film z roku 2015, který režírovali Arnaud a Jean-Marie Larrieu podle vlastního scénáře. Snímek měl světovou premiéru na filmovém festivalu v Angoulême dne 28. srpna 2015.

## Děj
Caroline je dvaačtyřicetiletá Pařížanka, která odjíždí na pohřeb své matky, majitelky rozlehlého sídla v Montagne Noire v departementu Aude. Tam potká Pattie a také různé postavy z vesnice. Večer po svém příjezdu zjistí, že tělo zesnulé zmizelo.

## Obsazení
| Karin Viardová     | Pattie                          |
| Isabelle Carré     | Caroline Montez                 |
| Sergi López        | Manuel Montez, manžel Caroline  |
| Mathilde Monnier   | Isabelle Winter, matka Caroline |
| Denis Lavant       | André                           |
| André Dussollier   | Jean                            |
| Philippe Rebbot    | Jean-Marc, pratr Pattie         |
| Laurent Poitrenaux | Pierre, kapitán četnictva       |

## Ocenění
- Mezinárodní filmový festival v San Sebastiánu: Cena poroty za nejlepší scénář
- César: nominace v kategorii nejlepší herečka ve vedlejší roli (Karin Viardová)
- Lumières: nominace v kategoriích nejlepší scénář (Arnaud a Jean-Marie Larrieu), nejlepší herec (André Dussollier)